# 哒哒面
挞挞面为四川雅安荥经當地的一種食物，人們在製作哒哒面時要先揉好面，再将面搓成长条，在案板上撒上点面粉。再用力摔打，发出“ta ta”声响，故得名挞挞面。但由于荥经人口音问题，故发音为“dá dá miàn”外地人听后将其写为“哒哒面”。